# Manoir de Laleu
Le manoir de Laleu est un manoir situé sur la commune de Chouzy-sur-Cisse, dans le département de Loir-et-Cher, et inscrit au titre des monuments historiques.

## Histoire
Le manoir de Laleu, situé à environ 12 kilomètres de Blois entre Chouzy et Onzain, au lieu-dit « le Vau », appartenait à l'origine à l'abbaye de Marmoutier et abritait quelques moines. Ainsi, en 1325 Jean de Mauléon y fait une visite ; dans son rapport il note que les trois moines « n'aimaient pas se lever de bonne heure pour chanter matines, ce dont ils furent vertement tancés », mais aussi que « les bâtiments étaient en bon état, les terres et vignes bien cultivées et qu'il y avait suffisamment de blé et de vin pour attendre la prochaine récolte ».
« Le mur de façade était flanqué aux angles de deux tours rondes. Entre les tours, le pignon du “grand logis”, la chapelle aux contreforts couronnés de gargouilles et le porche d'entrée accompagné d'une petite porte de service ». Des modifications architecturales ont eu lieu au début du XVIIIe siècle, en particulier le démantèlement de l'une des tours de la façade et de deux autres. Ses parties les plus anciennes remontent au XVe siècle.
Selon une hypothèse vraisemblable, mais non appuyée sur des archives, Jeanne d'Arc aurait pu y passer la nuit du 24 au 25 avril 1429, lors d'un déplacement entre Amboise et Blois.
Vers le milieu du XVIe siècle, l'abbaye de Marmoutier tomba en commande ; au XVIIIe siècle, les fermiers de Laleu sont des marchands, des notaires ou des bourgeois, et le logis devint la demeure habituelle de modestes laboureurs. En 1780, Antoine-Jean Rattier, futur maire de Chouzy en 1810, déjà fermier d'un grand domaine dépendant de l'abbaye de Marmoutier sur la commune de Chouzy, la Grande Varenne, achète par adjudication à monseigneur de Fleury, archevêque de Tours, « les bâtiments composant le château de Laleu avec ses dépendances, en jardin potager et terres labourables ». En 1813, A.-J. Rattier vendit Laleu à l'arrière-grand-père de madame Camille Meusnier qui était également propriétaire du domaine de la Touche ; ce dernier réunit ainsi les deux domaines et le vignoble de Laleu « d'une contenance d'environ douze hectares, dont la majeure partie existe dans la pièce dite “Les Marteaux”, objet du bail de l'année 1275 de l'abbaye de Marmoutiers à treize cultivateurs, a été reconstitué entre 1894 et 1939 par Camille Meusnier, notaire à Blois, et son fils Maurice Meusnier ».
En 1933 Léon Daudet y situe, sous le titre « L'Alleu », l'avant-dernier chapitre de son roman Un amour de Rabelais.
Actuellement propriété privée, le manoir n'est pas ouvert à la visite.
Il a été inscrit au titre des monuments historiques en 1937.

## Description
Il est notamment composé d'un corps de logis, d'un porche d'entrée, d'une ferme et d'une chapelle. 